# Подгорное (Калачеевский район)
Подго́рное (до 2015 года — Подго́рная) — село в Калачеевском районе Воронежской области России.
Административный центр Подгоренского сельского поселения.

## География
Село расположено к востоку от районного центра — города Калач, у подножья горы Тололова, на реке Подгорной, при впадении в неё левого притока, реки Маниной.

### Улицы
| - ул. Больничная, - ул. Будённовская, - ул. Гагарина, - ул. Горького, - ул. Заречная, - ул. Зелёная, - ул. Зелёный Луг, - ул. Коммунистическая, - ул. Кооперативная, - ул. Красноармейская, - ул. Краснознамённая, - ул. Круглый Лиман, - ул. Ленинская, | - ул. Набережная, - ул. Октябрьская, - ул. Первомайская, - ул. Петра Серякова, - ул. Пушкина, - ул. Революции, - ул. Русская, - ул. Садовая, - ул. Советская, - ул. Спортивная, - ул. Шевченко, - ул. Школьная, - пер. Рабочий. |

## История
До 2015 года именовалось слободой Подгорная. Переименовано в село Подгорное распоряжением Правительства Российской Федерации от 20 апреля 2015 года № 697-р «О переименовании географического объекта в Воронежской области».